# Hymenophyllum secundum
Hymenophyllum secundum är en hinnbräkenväxtart som beskrevs av William Jackson Hooker och Grev. Hymenophyllum secundum ingår i släktet Hymenophyllum och familjen Hymenophyllaceae. Inga underarter finns listade.